# Spadella lainezi
Espèce
Spadella lainezi est une espèce de chaetognathes de la famille des Spadellidae.

## Étymologie
Son nom spécifique, lainezi, est dédié au père de Mr. Alfredo Lainez qui collectait les individus par plongée sous-marine .

## Description
Spadella lainezi a un corps large et plus ou moins transparent. La longueur totale est de 3 à 4,5 mm avec une longueur de queue qui représente environ 50 % de la longueur totale. La tête est rectangulaire, plus longue que large. Les crochets sont relativement nombreux, généralement plus de dix ou onze. Ils sont de couleur brun-rougeâtre clair. Présence de deux à quatre dents antérieures longues et minces. Trois à quatre dents postérieures plus courtes et ornées de crêtes longitudinales bien marquées de petits denticules. Les organes vestibulaires sont deux masses gonflées flanquant la partie antérieure de la bouche, avec de minuscules épines émoussées et éparpillées à leur surface. Les yeux ont une petite cellule pigmentaire. La couronne ciliaire est parfaitement arrondie. Le tissu de la collerette est bien apparent au niveau du cou, très fin le cas échéant du tronc au début de la nageoire caudale, sauf au niveau des vésicules séminales où il est évidemment présent. Présence d'organes sensoriels sur tout le corps. Le ganglion ventral est court et représente environ 25 % de la longueur du tronc. Absence de papilles adhésives sur la face ventrale du corps. L'intestin est blanchâtre avec une paire de diverticules de l'intestin grêle. La musculature transversale s'étend de la région du cou jusqu'à l'extrémité postérieure du tronc. La musculature longitudinale est faible, permettant de voir à l'intérieur du corps. Les nageoires latérales sont courtes et se situent sur environ 50 % du segment de queue. Elles sont étroites et parfois plus ou moins triangulaires. Elles commencent à la fin du tronc, légèrement avant la queue. La nageoire caudale est approximativement triangulaire. Toutes les nageoires sont rayonnées. Les ovaires contiennent de gros ovules de forme polyédrique, avec d'autres petits et non matures. Les vésicules séminales sont grandes à maturité, allongées, s'ouvrant dans la zone antérieure médiane. Elles sont légèrement séparées des nageoires latérales et caudale auxquelles elles sont néanmoins reliées par une petite masse de tissu de collerette. Vue de profil, dans chaque cavité caudale, le sperme est disposé comme une bande mince et régulière, perpendiculaire au septum longitudinal du segment de la queue.

## Distribution
Spadella lainezi a été trouvé en 1995 dans une grotte sous-marine sombre entre Santa Cruz et Candelaria, sur la côte Sud-Est de l'île espagnole de Tenerife, archipel des îles Canaries, au large des côtes de l'Afrique du Nord-Ouest. Ce sont 42 spécimens qui ont été récoltés dans ce tuyau volcanique, à 12 m de l'entrée et à quelques centimètres au-dessus du sol sablonneux, puis conservés au Musée des Sciences naturelles de Tenerife avant leur étude en 2006.

## Publication originale
- Jean-Paul Casanova, Fatima Hernandez et Sebastián Jiménez, « Spadella lainezi n. sp., the first cave chaetognath from the Eastern Atlantic Ocean », Vieraea. Vol. 34, Inconnu, vol. 34,‎ novembre 2006, p. 17-24 (lire en ligne).